# Tibetaanse merel
De Tibetaanse merel (Turdus maximus) is een zangvogel uit de familie lijsters (Turdidae).

## Verspreiding en leefgebied
Deze soort komt voor in de Himalaya van noordelijk Pakistan tot zuidoostelijk Tibet.